# Sunset Hills (Misuri)
Sunset Hills es una ciudad ubicada en el condado de San Luis en el estado estadounidense de Misuri. En el Censo de 2010 tenía una población de 8496 habitantes y una densidad poblacional de 358,78 personas por km².

## Geografía
Sunset Hills se encuentra ubicada en las coordenadas 38°31′53″N 90°24′33″O / 38.53139, -90.40917. Según la Oficina del Censo de los Estados Unidos, Sunset Hills tiene una superficie total de 23.68 km², de la cual 23.57 km² corresponden a tierra firme y (0.45%) 0.11 km² es agua.

## Demografía
Según el censo de 2010, había 8496 personas residiendo en Sunset Hills. La densidad de población era de 358,78 hab./km². De los 8496 habitantes, Sunset Hills estaba compuesto por el 94.07% blancos, el 1.52% eran afroamericanos, el 0.2% eran amerindios, el 2.34% eran asiáticos, el 0.02% eran isleños del Pacífico, el 0.44% eran de otras razas y el 1.41% pertenecían a dos o más razas. Del total de la población el 1.64% eran hispanos o latinos de cualquier raza.